# Divize D 2021/2022
Divize D 2021/22 byla 57. ročníkem moravskoslezské Divize D, která je jednou ze skupin 4. nejvyšší soutěže ve fotbale v Česku. Mistrem sezony 2021/22 se stal FK Hodonín a postoupil tak do třetí nejvyšší soutěže.

## Formát soutěže
V sezóně se utká  14 týmů každý s každým dvoukolovým systémem podzim–jaro.

## Změny týmů proti ročníku 2020/21
- Z MSFL 2020/21 nesestoupilo do Divize D žádné mužstvo ani do MSFL 2021/22 žádné nepostoupilo.
- Z předchozího ročníku nesestoupilo do nižší soutěže žádné mužstvo a ani žádné mužstvo nepostoupilo.

## Konečná tabulka
| Poř. | Tým                            | Z  | V  | R | P  | VG | OG | B  |
| ---- | ------------------------------ | -- | -- | - | -- | -- | -- | -- |
| 1.   | FK Hodonín                     | 26 | 22 | 2 | 2  | 75 | 16 | 68 |
| 2.   | FC Zbrojovka Brno „B“          | 26 | 16 | 5 | 5  | 55 | 20 | 53 |
| 3.   | TJ Sokol Lanžhot               | 26 | 17 | 1 | 8  | 53 | 21 | 52 |
| 4.   | TJ Start Brno                  | 26 | 14 | 7 | 5  | 55 | 29 | 49 |
| 5.   | TJ Sokol Tasovice              | 26 | 11 | 7 | 8  | 51 | 39 | 40 |
| 6.   | FC PBS Velká Bíteš             | 26 | 10 | 6 | 10 | 30 | 32 | 36 |
| 7.   | FC Slovan Havlíčkův Brod       | 26 | 11 | 3 | 12 | 43 | 41 | 36 |
| 8.   | MSK Břeclav                    | 26 | 10 | 6 | 10 | 37 | 40 | 36 |
| 9.   | AFC Humpolec                   | 26 | 10 | 5 | 11 | 27 | 40 | 35 |
| 10.  | SK Bystřice nad Pernštejnem    | 26 | 8  | 5 | 13 | 30 | 67 | 29 |
| 11.  | FC ŽĎAS Žďár nad Sázavou       | 26 | 6  | 6 | 14 | 38 | 59 | 24 |
| 12.  | SK Tatran Ždírec nad Doubravou | 26 | 5  | 7 | 14 | 29 | 39 | 22 |
| 13.  | FSC Stará Říše                 | 26 | 5  | 5 | 16 | 32 | 61 | 20 |
| 14.  | TJ Slavoj TKZ Polná            | 26 | 1  | 7 | 18 | 15 | 66 | 10 |

Poznámky:
- Z = Odehrané zápasy; V = Vítězství; R = Remízy; P = Prohry; VG = Vstřelené góly; OG = Obdržené góly; B = Body; (S) = Mužstvo sestoupivší z vyšší soutěže; (N) = Mužstvo postoupivší z nižší soutěže (nováček)

|  | Postup do MSFL 2022/23                   |
|  | Sestup do Přeboru Kraje Vysočina 2022/23 |